# Jean-Philippe Toussaint
Jean-Philippe Toussaint (Bruxelles, 29 novembre 1957) è uno scrittore belga di lingua francese.
È anche regista cinematografico e artista contemporaneo.

## Premi e riconoscimenti
Jean-Philippe Toussaint ottiene il Premio letterario della Vocazione per il suo primo romanzo La stanza da bagno nel 1986. Il Premio Médicis del romanzo francese per Fuggire nel 2005, che è il seguito di Fare l'amore; La verità su Marie ha ottenuto il Premio Décembre nel 2009 e il Premio triennale del romanzo rilasciato dalla Fédération Wallonie-Bruxelles nel 2013. I suoi romanzi sono tradotti in una ventina di lingue.

## Opere
- La salle de bain (Éditions de Minuit, 1985) (La stanza da bagno, trad. Leonella Prati Caruso, Guanda, 1986)
- Monsieur (Éditions de Minuit, 1986) (Monsieur, trad. Stefano Lodirio, Portaparole, 2014)
- L'appareil-photo (Éditions de Minuit, 1988) (La macchina fotografica, trad. Claude Beguin, Guanda, 1991)
- La réticence (Éditions de Minuit, 1991)
- La télévision (Éditions de Minuit, 1997) (La televisione, trad. Roberto Ferrucci, Einaudi, 2001)
- Autoportrait (à l'étranger) (Éditions de Minuit, 1999)
- Faire l'amour (Éditions de Minuit, 2002) (Fare l'amore, trad. Roberto Ferrucci, Nottetempo, 2003)
- Fuir (Éditions de Minuit, 2005, Prix Médicis du roman français, 2005) (Fuggire, trad. Roberto Ferrucci, Fandango, 2007)
- Mes bureaux. Luoghi dove scrivo, trad. Roberto Ferrucci, (Amos, 2005)
- La mélancolie de Zidane (Éditions de Minuit, 2006) (La malinconia di Zidane, trad. Roberto Ferrucci, Casagrande, 2007)
- La verité sur Marie (Éditions de Minuit, 2009) (La verità su Marie, trad. Lorenza Di Lella, Barbès, 2012)
- L'urgence et la patience (Éditions de Minuit, 2012) (L'urgenza e la pazienza, trad. Roberto Ferrucci, Clichy, 2013)
- La main et le regard (Le Passage et Louvre éditions, 2012), libro d'arte sulla mostra « Livre/Louvre» di Jean-Philippe Toussaint, organizzata al museo del Louvre
- Nue (Éditions de Minuit, 2013)
- Football (Éditions de Minuit, 2015)

## Filmografia
- La salle de bain (di John Lvoff, sceneggiatura di Jean-Philippe Toussaint tratta dal suo omonimo romanzo).
- Monsieur (di Jean-Philippe Toussaint, 1989)
- La sévillane, (di Jean-Philippe Toussaint, 1992, tratto dal suo romanzo L'appareil-photo)
- La patinoire (di Jean-Philippe Toussaint, 1998)